# Willem Johannes Dominicus van Dijck (1899-1969)
Willem Johannes Dominicus van Dijck (Utrecht, 11 maart 1899 - Den Haag, 25 februari 1969) was bijzonder hoogleraar aan de Technische Universiteit Delft.

## Biografie
Hij volgde de Nederlands Hervormde lagere school en de Hogereburgerschool in Utrecht. Hierna studeerde hij wis- en natuurkunde aan de Universiteit van Utrecht en in 1923 voltooide hij zijn doctoraalstudie met lof. Daarna promoveerde hij op 8 juli 1927 met het proefschrift Der Becquereleffekt an Kupferoxyde-elektrode.
In november 1927 trad hij in dienst bij de Bataafse Petroleum Maatschappij (B.P.M.), als eerste fysicus van de afdeling technische adviezen. Hij legde zich daar steeds meer toe op onderzoek. In 1936 werd hij, naast zijn werkzaamheden voor de Bataafse Petroleum Maatschappij, bijzonder hoogleraar fysische technologie aan de Technische Hogeschool Delft. Hij inaugureerde op de rede Het vakgebied der Physische Technologie. Hij bleef tot en met 1947 hoogleraar waarna Hendrik Kramers hem opvolgde.
Van 1946 tot 1950 was hij adviseur van de directie van de Bataafse Petroleum Maatschappij, waarna hij als chef van de coördinatiegroep Research International de research van de Shell Group tot een geheel maakte. Vanaf januari 1953 was hij adviseur in bijzondere dienst bij de directie van de Bataafse Petroleum Maatschappij, waarbij zijn focus op nucleaire energie lag. 
In 1967 ontving hij de  gouden Hoogewerff-medaille voor zijn werk op het gebied van chemische technologie, en specifiek voor zijn grote invloed op het fysisch mathematisch denken binnen dit vakgebied. Hij was ridder in de Orde van de Nederlandse Leeuw. In 1969 kwam hij in Den Haag te overlijden. Tijdens zijn leven was hij onder andere curator van de Universiteit van Leiden en curator van het Mathematisch Centrum.

### Familie
Op 10 april 1924  huwde hij met Anna Maria Huffnagel (1885-1971), drs. in de wiskunde en natuurkunde, met wie hij twee dochters kreeg. Een van deze dochters was de operasopraan Jeanette van Dijck. Later trouwde hij met Catharina Maria Teensma (1914-1995) met wie hij ook twee dochters kreeg. Van Dijck is de kleinzoon van Willem Frederik van Dijck.

## Uitvindingen
Er zijn 85 uitvindingen van hem vastgelegd in onafhankelijke octrooien. Hij kreeg deze octrooien onder andere op het gebied van luchtdroging, extractie, destillatie, de exploitatie van olie en het stoken van vloeibare brandstoffen. Ook ontwikkelde hij een methode waarmee een absolutie meting van stralingsintensiteit gedaan kan worden. 
Verder ontwikkelde hij een continuproces voor hoog-vacuüm destillatie en was hij de eerste die de analogie tussen destillatie en extractie waarnam. Een van zijn meest bekende uitvindingen is het Duosolproces. Het Duosolproces is een extractieproces dat werkt met behulp twee niet mengbare stoffen. Het proces is toepasbaar bij de productie van smeerolie.